# Maksim Szmatow
Maksim Wasiljewicz Szmatow (ros. Максим Васильевич Шматов, ur. 4 stycznia?/17 stycznia 1914 we wsi Wierchnieje Turowo obecnie w rejonie niżniediewickim w obwodzie woroneskim, zm. 5 października 1984 w Woroneżu) – radziecki wojskowy, major, Bohater Związku Radzieckiego (1945).

## Życiorys
Urodził się w rodzinie chłopskiej. Po ukończeniu 7 klas pracował w kołchozie, później w sieci handlowej w Woroneżu. W 1939 został powołany do armii, od września 1941 uczestniczył w wojnie z Niemcami, walczył na Froncie Południowo-Zachodnim. 17 stycznia 1942 został ciężko ranny i po wyleczeniu ukończył kursy młodszych poruczników. Jako dowódca kompanii brał udział w bitwie pod Stalingradem i we wrześniu 1942 ponownie został ciężko ranny. Po wyleczeniu walczył w składzie 305 gwardyjskiego pułku piechoty, biorąc udział w walkach o Mikołajów, Odessę, Bendery i Izmaił. Jako zastępca dowódcy batalionu piechoty 305 gwardyjskiego pułku piechoty 108 Gwardyjskiej Dywizji Piechoty 46 Armii 2 Frontu Ukraińskiego w stopniu starszego porucznika szczególnie wyróżnił się podczas operacji budapesztańskiej. 5 grudnia 1944 w pobliżu miasta Ercsi dowodzony przez niego (podczas choroby dowódcy) batalion odparł 7 kontrataków wroga, zabijając podobno 163 żołnierzy i oficerów oraz niszcząc 4 działa, 12 karabinów maszynowych i inny sprzęt wroga. W 1946 został zwolniony do rezerwy w stopniu majora. W 1949 ukończył obwodową szkołę partyjną w Woroneżu, a w 1956 Wyższą Szkołę Partyjną przy KC KPZR.

## Odznaczenia
- Złota Gwiazda Bohatera Związku Radzieckiego (24 marca 1945)
- Order Lenina (24 marca 1945)
- Order Aleksandra Newskiego (27 marca 1945)
- Order Czerwonej Gwiazdy (15 czerwca 1944)

I medale.